# Cabeço do Évora
O Cabeço do Évora ou Cabeço de Évora é uma elevação portuguesa localizada no concelho da Madalena, ilha do Pico, arquipélago dos Açores.
Este acidente geológico tem o seu ponto mais elevado a 802 metros de altitude acima do nível do mar. Esta formação encontra-se nas proximidades do Cabeço da Rocha, do Cabeço do Meio e do Cabeço do Ferrobo.